# Escuela de Economía de Chicago
La Escuela de Economía de Chicago es una corriente de pensamiento económico partidaria del libre mercado (aunque dentro de un régimen monetario estricto, definido por el gobierno), que se originó en los departamentos de Economía y en la escuela de negocios Booth de la Universidad de Chicago a mediados del siglo XX. Sus principales referentes son los académicos George Stigler y Milton Friedman. Dentro de la economía de mercado el pensamiento económico de esta escuela se encuentra en contradicción a las teorías de la síntesis neoclásica.

## Teorías, aplicaciones y consecuencias
La teoría macroeconómica de Chicago rechazó el Keynesianismo  a favor de monetarismo hasta mediados de la década de 1970, cuando se convirtió en nueva macroeconomía clásica en gran medida basado en la Teoría de las expectativas racionales. 
El nombre fue acuñado en la década de 1950 para referirse a un grupo de estudiantes de Universidad de Chicago, generalmente ligados a la Escuela de Negocios Escuela de Negocios Booth) y a la de Derecho.. En esos años, se solían encontrar en intensas discusiones  Por esos mismos años, se vio la mayor popularidad de la Escuela económica keynesiana, en el marco de los llamados 30 gloriosos lo que ocasionó que los economistas de Chicago fuesen ignorados. 
En 1976, Friedman gana el Premio del Banco de Suecia en Ciencias Económicas en memoria de Alfred Nobel por sus aportaciones a Teoría Monetaria y, a partir de entonces, la Escuela de Chicago.
No todos los economistas del Departamento de Economía comparten las ideas de la Escuela de Chicago; de hecho, menos de la mitad de los profesores de la institución se consideran parte de ella.[cita requerida]
Las teorías de la Escuela de Chicago están detrás de muchas de las políticas del Banco Mundial y del Fondo Monetario Internacional; instituciones que se caracterizan por su apoyo al llamado  Consenso de Washington. Aparte de instituciones internacionales, muchos países también comenzaron a tomar en cuenta esa posición económica a partir de los años 1980, siendo la década de los 1990 el periodo de mayor auge de sus teorías en buena parte del mundo.

## Críticas
Algunos críticos de esta escuela afirman que estas ideas, apoyadas por exjefes de Estado como Ronald Reagan y Margaret Thatcher, fundadas en el Libre Mercado y en el olvido de los procedimientos correctores y compensatorios del keynesianismo, podrían haber derivado en la Gran Recesión de 2008 y a una erosión y degradación insostenible del entorno natural y climatológico con resultados al principio impredecibles, de incrementales repercusiones actuales. Igualmente, contra la Escuela de Chicago se levantan otras como el Regulacionismo o Escuela de la regulación de Michel Aglietta, André Orléan, Bernard Billaudot, Robert Boyer, Benjamin Coriat y Alain Lipietz y la Teoría de las convenciones.

## Profesores reconocidos con el premio Nobel de economía
La Escuela de Chicago, junto con la Escuela de Negocios Booth (con la que comparte numerosos profesores), es también famosa por sus académicos que han sido laureados con el Premio de Economía Conmemorativo de Alfred Nobel:
- 1976 - Milton Friedman
- 1979 - Theodore Schultz
- 1982 - George J. Stigler
- 1990 - Merton H. Miller
- 1991 - Ronald Coase
- 1992 - Gary Becker
- 1993 - Robert Fogel
- 1995 - Robert Lucas
- 2000 - James Heckman
- 2007 - Roger B. Myerson
- 2013 - Eugene Fama
- 2013 - Lars Peter Hansen
- 2017 - Richard Thaler
- 2022 - Douglas Diamond

Adicionalmente, muchos laureados con el citado reconocimiento han pasado por el Departamento de Economía como estudiantes, profesores, o investigadores, tales como:
- 1970 - Paul Samuelson.- Bachiller (1935).
- 1972 - Kenneth Arrow.- Investigador asociado (1947-1948).
- 1975 - Tjalling Koopmans.- Investigador asociado (1944-1946), Profesor asociado (1946-1948), Profesor (1948-1955).
- 1978 - Herbert Simon.- Bachiller (1936), Ph.D. (1943), Investigador asistente (1936-1938).
- 1980 - Lawrence Klein.- Investigador (1942-1943).
- 1983 - Gerard Debreu.- Investigador asociado (1950-1955).
- 1986 - James M. Buchanan.- Ph.D. (1948).
- 1989 - Trygve Haavelmo.- Investigador asociado (1946-1947), Profesor visitante (1957-1958).
- 1990 - Harry Markowitz.- Bachiller (1947), Maestría (1950), Ph.D. (1955).
- 1997 - Myron Scholes.- Maestría (1964), Ph.D. (1970).
- 1999 - Robert Mundell.- Profesor (1966-1971).
- 2000 - Daniel McFadden.- Profesor visitante (1966-1967).
- 2004 - Edward C. Prescott.- Profesor visitante (1978-1979), Profesor (1998-1999).